# Diablerie
Diablerie ist eine finnische Industrial- und Avantgarde-Metal-Band aus Vantaa, die 1997 unter dem Namen Shadeclad Poetry gegründet wurde. Mittlerweile wurde der Sitz nach Helsinki verlagert.

## Geschichte
Die Band wurde Ende 1997 aus den Zerfallsresten zweier Black-Metal-Gruppen unter dem Namen Shadeclad Poetry von dem Sänger Henri Villberg und dem Gitarristen Kimmo Tukainen gebildet. Bei einem lokalen Jugendzentrum-Auftritt in Vantaa präsentierte sich die Band zum ersten Mal einem Publikum. 1999 erfolgte die Umbenennung in Diablerie nach ihrem Song Diablerie 3-D. Daraufhin wurde ein erstes Demo namens Astro im Sundi Coop Studio in Savonlinna unter der Leitung von Tuomo Valtonen eingespielt. Während der Aufnahmen verließ der Original-Gitarrist Jukka Grasten die Besetzung und wurde durch Eric Lunden ersetzt, welcher zuvor der Session-Bassist der Gruppe gewesen war. Für den zweiten Auftritt der Band, der im  Vernissa Club in Vantaa am 12. März 1999 mit Twilight Ophera und Excelsior stattfand, half J.Hämäläinen am Bass aus. Für den dritten Auftritt kam Aleksi Ahokas hinzu und verblieb in der Besetzung. Am 31. März 2000 spielte die Band auf dem West Coast Holocaust IV in Turku mit Hellbox und Moonsorrow, welches der erste Auftritt in der Besetzung war, in der auch das spätere Debütalbum aufgenommen wurde. Später im Jahr unterzeichnete die Gruppe einen Plattenvertrag bei Avantgarde Music, woraufhin, erneut unter der Leitung von Valtonen, im Sundi Coop Studio das Debütalbum aufgenommen wurde, das 2001 unter dem Namen Seraphyde erschien. Nach der Veröffentlichung verließ später im selben Jahr der Bandgründer Villberg die Gruppe, dem sich kurz darauf Ahokas anschloss. Villbergs Ausstieg hatte im Sommer 2002, kurz vor der geplanten Aufnahme eines zweiten Albums, stattgefunden. Im selben Jahr schied auch Lunden aus der Besetzung aus. 2003 wurde als Trio nur wenig weiter an neuem Material geschrieben, während man sich aber auch anderen Projekten widmete und Diablerie kaum noch aktiv war. 2005 schrieb Villberg an neuem Material, das dem von Diablerie stark ähnelte. Villberg, der zu dieser Zeit in einer Band namens Rapture war, wurde durch seinen Bandkollegen, den Gitarristen Tomi Ullgrén, daraufhin dazu bewogen, Diablerie zu reaktivieren, mit dem Versprechen Ullgréns, dann auch der Gruppe beizutreten. Nach Diskussionen mit weiteren Bandmitgliedern und Verhandlungen mit Avantgarde Music wurde schließlich die Reaktivierung verkündet. Daraufhin erschien über Sonic Supernova die EP Reactivation, der sich 2012 eine weitere in Eigenveröffentlichung unter dem Namen Transition anschloss. 2017 folgte über Primitive Reaction Records das zweite Album The Catalyst Vol. 1: Control.

## Stil
Adam von metalbite.com konnte Seraphyde nur schwer einem Metal-Genre zuordnen. Er stellte fest, dass die Band eine avantgardistische Form des Metal spielt, in der sie Elemente aus Black Metal, Industrial und Techno verarbeitet. Die Songs ließen sich in drei Kategorien einteilen: Die dunkel klingenden, die Einflüsse aus Black- und Industrial-Metal verarbeiten würden, die atmosphärischen durch Techno beeinflussten sowie ungewöhnlich klingende, die man nur als Avantgarde Metal bezeichnen könne. In zwei Liedern sei Gesang von Karoliina Kallio zu hören, der an den von Cristina Scabbia erinnere. Villbergs Gesang könne von für Hardcore Punk typische Screams zu Black-Metal-tpyischem Kreischen variieren. Grymm von angrymetalguy.com stellte in seiner Rezension zu The Catalyst Vol. 1: Control fest, dass das Album klingt, als sei die Gruppe produktionstechnisch im Jahr 2001 stehengeblieben. Er zog klangliche Vergleiche zu Fear Factory und Static-X. In dem Lied Hexordium: The Final Realisation That You Don’t Matter bestehe Villbergs Gesang in der ersten Hälfte des Songs aus Growling, bevor er so klinge, als versuche er Devin Townsend zu imitieren. Die Gruppe klinge in den schnellen Songs meist am besten, in denen Gemeinsamkeiten zu Strapping Young Lad aufkämen. Wear My Crown enthalte mit Roboterstimme vorgetragene Verse und Nu-Metal-Riffs, Selves dagegen enthalte Schlagzeugpassagen im Stil von Meshuggah. Philipp Issler von Metal.de rezensierte das Album ebenfalls. Anfangs habe es sich bei Diablerie noch um eine Symphonic-Black-Metal-Band gehandelt, während man nun alle möglichen Einflüsse von Industrial Metal über Thrash Metal und Dark Wave bis Metalcore verarbeite. Gelegentlich seien auch Synthesizer-Klänge sehr charakteristisch.

## Diskografie
- 1999: Astro (Demo, Eigenveröffentlichung)
- 2001: Seraphyde (Album, Avantgarde Music)
- 2007: Reactivation (EP, Sonic Supernova)
- 2008: Demo I/MMVIII (Demo, Eigenveröffentlichung)
- 2012: Transition (EP, Eigenveröffentlichung)
- 2017: The Catalyst Vol. 1: Control (Album, Primitive Reaction Records)